# Burg Bopfingen
Die Burg Bopfingen ist eine abgegangene mittelalterliche Stadtburg in Bopfingen in Baden-Württemberg.

## Geschichte
Die Burg Bopfingen war der Stammsitz der erstmals 1153 erwähnten Herren von Bopfingen, einem edlen Geschlecht des Ortes Bopfingen, der spätestens 1153 zur Stadt erhoben wurde und seit 1241 als Reichsstadt galt. Sie waren staufische Ministerialen, die als Marschälle, Kämmerer und auch als Ammänner von Bopfingen tätig waren.
Die Bürger der Stadt hatten wohl kein gutes Verhältnis zu den Herren von Bopfingen, so klagte zum Beispiel die Stadt 1320 gegen Ulrich von Bopfingen, da dieser Schwarzbauten errichtete und Grundstücke nicht versteuerte.
Die Burg wurde im Städtekrieg zerstört.

## Beschreibung

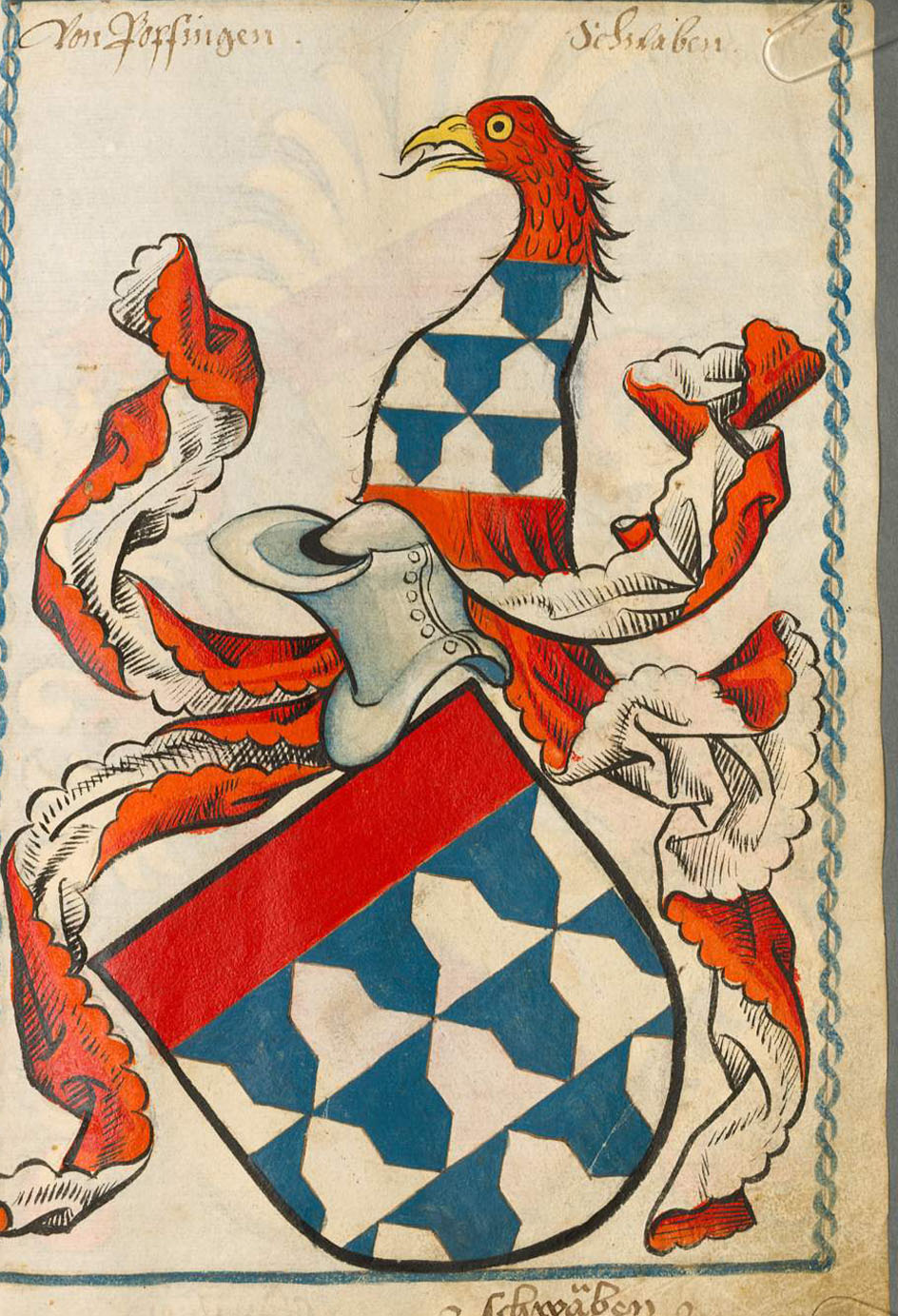
Wappen der Herren von Bopfingen im Scheiblerschen Wappenbuch (1450–1480)

Die Burg befand sich südlich, etwas außerhalb der Stadtmauern des mittelalterlichen Bopfingen vor dem Schultor. Möglicherweise war sie auch in die Befestigungsanlagen der Stadt integriert. Vor der neuzeitlichen Bebauung Anfang der 1960er Jahre, als auch Gräben und 0,75 Meter dicke Mauerreste zum Vorschein kamen, hieß das Gewann Burgstall. Heute heißt die Straße an der ehemaligen Burgstelle „Burgstallweg“.
Die Burgstelle ist heute ein eingetragenes Kulturdenkmal.